# 마리아 슈라더
마리아 슈라더(독일어: Maria Schrader, 1965년 9월 27일 ~ )는 독일의 배우, 영화 감독, 영화 각본가이다. 1999년 영화 《에이미와 야구아》를 통해 주연을 맡았던 율리아네 쾰러와 함께 1999 베를린 영화제 은곰상 여우주연상을 공동수상했다. 넷플릭스 드라마 《그리고 베를린에서》를 통해 2020 프라임타임 에미상 시상식에서 리미티드 시리즈 부문 감독상을 수상했다.

## 출연 작품
- 아임 유어 맨 (2021)
- 슈테판 츠바이크: 패러웰 투 유럽 (2016)
- 비포 던 (2016)
- 루즈 마이 셀프 (2014)
- 어둠 속의 빛 (2011)
- 크로커다일의 모험 2 (2010)
- 크로커다일의 모험 (2009)
- 불륜의 시간 (2007)
- 스노우랜드 (2005)
- 텔시 루퍼 가방 2부 (2004)
- 로젠스트라시 (2003)
- 광고맨 빅터 포겔 (2001)
- 에밀과 탐정들 (2001)
- 에이미와 야구아 (1999)
- 지라프 (1998)
- 언피쉬 (1997)
- 바람둥이 (1995)
- 싸일런 나잇 (1995)
- 파니 핑크 (1994)
- 나 홀로 뉴욕에 (1992)